# 奧拉里鄉 (阿拉德縣)
46°23′N 21°33′E / 46.383°N 21.550°E
奧拉里鄉（羅馬尼亞語：Comuna Olari, Arad），是羅馬尼亞的鄉份，位於該國西部，由阿拉德縣負責管轄，面積50平方公里，海拔高度111米，2011年人口1,937，人口密度每平方公里39人。